# Городище (Малин)
Городи́ще — колишнє село в Українській сільській раді Малинського району Житомирської області Української РСР. З 1973 року — частина міста Малин. У 1923—54 роках — адміністративний центр колишньої однойменної сільської ради.

## Населення
У 1796 році в поселенні проживало 220 осіб, в середині 19 століття — 422 особи обох статей, з них 402 православних та 20 римокатолики, або 448 осіб (417 православних, 31 римокатолик).
Відповідно до результатів перепису населення Російської імперії 1897 року, загальна кількість мешканців становила 768 осіб, з них: православних — 748, чоловіків — 362, жінок — 406.
Наприкінці 19 століття налічувалося 720 мешканців, дворів — 113, у 1900 році — 729 мешканців, з них 359 чоловіків та 370 жінок, дворів — 129.
У 1926 році налічувалося 995 жителів, дворів — 225, у 1941 році — 1 480 жителів, дворів — 434.

## Історія
На території села знайдено римські монети 2 століття, біля села виявлено курганний могильник 10—13 століть. На західній околиці села розміщувалося древлянське городище, знане як Малинське городище або «городище біля с. Городище», неодноразово досліджуване науковцями.
Село відоме з 17 століття. Колишнє дідицтво Немиричів. У 1529 році Івашко Немирич, королівський придворний і чорнобильський орендар, отримав привілей на побудову тут замку та закладення поселення. У 1648 році належало великим землевласникам Єльцям, які вносили зі 180 димів. Після закінчення Визвольної війни 1648 року майже всі мешканці переселилася на Лівобережжя, велика частина загинула. Згадується у люстрації Київського воєводства 1754 року, було там 20 дворів. У 18 столітті селом володів овруцький коморник Антоній Галецький, потім перейшло до поміщика Владислава Ковнацького.
У другій половині 19 століття — сільце Малинської волості Радомисльського повіту Київської губернії. Лежало біля річки Ірші, за 2 версти нижче від містечка Малин. Належало до православної парафії ім. Великомученика Дмитрія у Малині. До кінця 18 століття в поселенні була власна церква. В селі над річкою було доволі велике замчище, оточене валами та ровами. Землі було 2 970 десятин, більшістю заболочена й заліснена, власність Владислава Ковнацького.
Наприкінці 19 століття — поміщицьке сільце Малинської волості Радомисльського повіту Київської губернії. Відстань до повітового центру м. Радомисль — 34 версти, до центру волості містечка Малин, де знаходилися найближчі телеграфна та поштова земська станції — 2 версти, до найближчої пароплавної станції у Чорнобилі — 88 верст. Основним заняттям мешканців було хліборобство. В поселенні числилося 2 937 десятин землі, з них 1 851 десятина належала поміщикам, 1 086 десятин — селянам. Власником села був Костянтин Гіжицький, господарював самостійно. Господарство поміщик та селяни вели за трипільною сівозміною. В селі були паровий та водяний млини, цегельня. Пожежна команда складалася із 4 бочок та 4 багрів.
У 1923 році увійшло до складу новоствореної Городищенської сільської ради, яка 7 березня 1923 року включена до складу новоутвореного Малинського району Малинської округи; адміністративний центр ради.
На фронтах Другої світової війни воювали сотні селян, 87 з них повернулися з війни. У 1951 році відкрито професійно-технічне училище № 36.
11 серпня 1954 року, відповідно до указу Президії Верховної ради Української РСР «Про укрупнення сільських рад по Житомирській області», внаслідок об'єднання сільських рад село підпорядковане Пинязевицькій (згодом — Українська) сільській раді Малинського району Житомирської області.
3 березня 1973 року включене до меж міста Малин.